# Predsјednički izbori u Turskoj 2023.
Predsjednički izbori u Turskoj zakazani su za 14. svibnja 2023. godine zajedno s parlamentarnim izborima. Birači na izborima biraju predsjednika na mandat od pet godina. Predsjednik Recep Tayyip Erdoğan pozvao je na održavanje prijevremenih izbora 14. svibnja 2023. godine dok su redoviti izbori trebali biti održani 28. lipnja iste godine. Međutim, datum je prvotno doveo u pitanje smrtonosni potres u Turskoj i Siriji 2023. godine koji je doveo do poziva za odgodu izbora. Erdoğan je potpisao dekret o održavanju izbora  10. ožujka 2023. godine. Procjenjivalo se da će ukupno 64 milijuna birača glasati na izborima 14. svibnja, 60,9 milijuna u Turskoj i 3,2 milijuna u inozemstvu. Kako nijedan kandidat nije uspjeo osvojiti 50 % + 1 glas, po prvi put u povijesti Turske predsjednički izbori doveli su do organiziranja drugog kruga između dva vodeća kandidata.

## Kontekst
Prethodni turski opći izbori održani su 24. lipnja 2018. godine. Izbori su obilježili prijelaz zemlje iz parlamentarnog sustava u predsjednički, što su usko podržali birači u kontroverznom ustavnom referendumu 2017. godine. Ti su izbori rezultirali pobjedom aktualnog predsjednika Recepa Tayyipa Erdoğana, koji je tu poziciju držao od 2014. godine, a dominantni je politički vođa u zemlji u kontinuitetu od 2003. godine kada je postao premijer. U međuvremenu, vladajuća Stranka pravde i razvoja (AKP) prvi put nakon lipnja 2015. godine izgubila je apsolutnu većinu u Velikoj nacionalnoj skupštini Turske, prisiljavajući je da se osloni na koalicijskog partnera, nacionalističku Stranku nacionalnog pokreta (MHP) Devleta Bahçelija.